# Gelu Solomonescu
Gelu Solomonescu, pe numele său real Virgiliu Solomonescu (16 august 1920, București – 15 ianuarie 1984, București) a fost un dirijor, pianist și compozitor român.

## Studii
A studiat la Conservatorul de muzică și artă dramatică, la clasa de pian a profesorului A. Tănăsescu (1945 – 1949).

## Activitate profesională
A debutat în componistică în 1952 cu melodia „O căsuță frumoasă“, în spectacolul „La revistă“.
A fost angajat ca dirijor al Teatrului satiric-muzical „C. Tănase“ (între 1946 – 1981).
A compus peste 600 de lucrări de muzică ușoară, cuplete, piese pentru copii, muzică de scenă, muzică de film, peste 80 de piese pentru copii, mai mult de 80 de cuplete difuzate la emisiunile de radio și televiziune, 21 de partituri dedicte spectacolelor coregrafice.
A desfășurat o notabilă activitate dirijorală în cadrul Festivalurilor de muzică ușoară de la Mamaia (1963, 1964, 1966, 1969), „Cerbul de aur“ (1969), a acompaniat recitalurile unor soliști străini (Claudio Villa, Niki Davis, Nico Ventura, Lara Tagliana).
A contribuit esențial la înființarea Orchestrei de jazz „București“ cu care desfășoară o activitate prodigioasă de concert în țară și peste hotare.
A fost o prezență susținută în studiourile de înregistrări ale Radioteleviziunii ca dirijor, pianist, orchestrator.

## Distincții
- Ordinul Meritul Cultural clasa a IV-a (12 septembrie 1968) „pentru merite deosebite în activitatea muzicală”[1]